# 鶉野飛行場

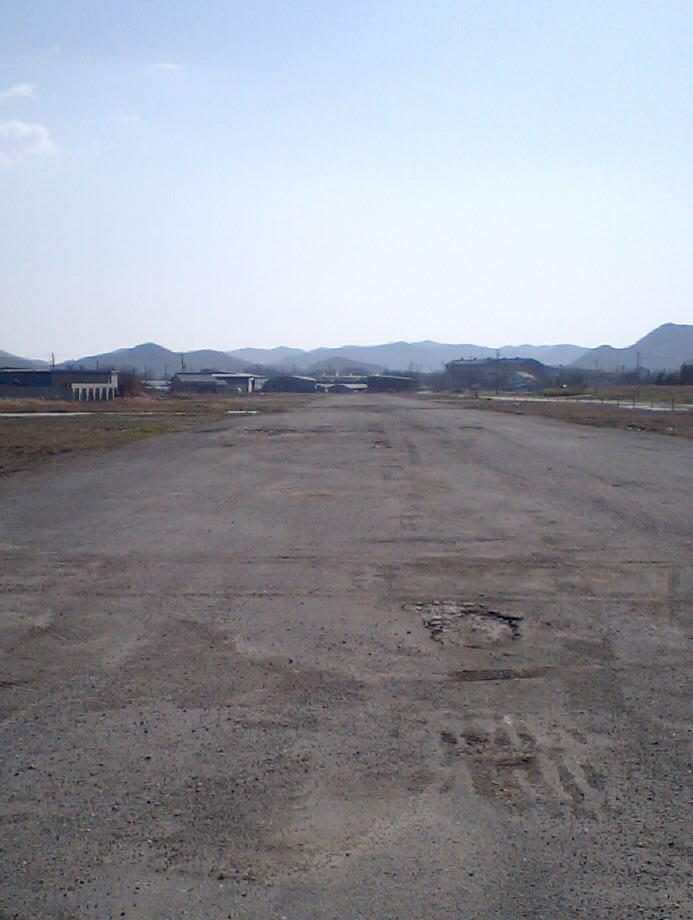
鶉野飛行場の滑走路跡

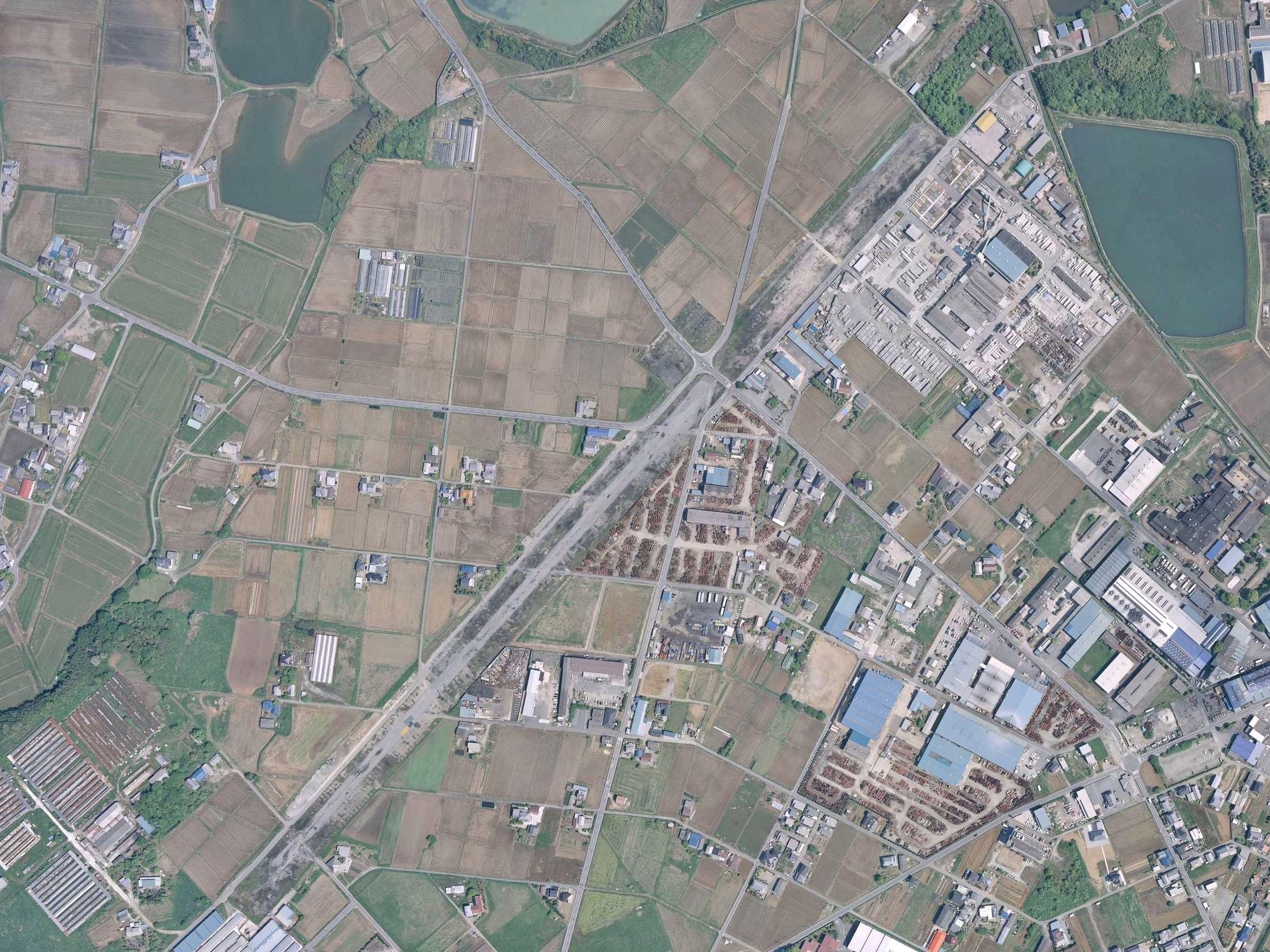
飛行場跡地の空中写真（2009年）

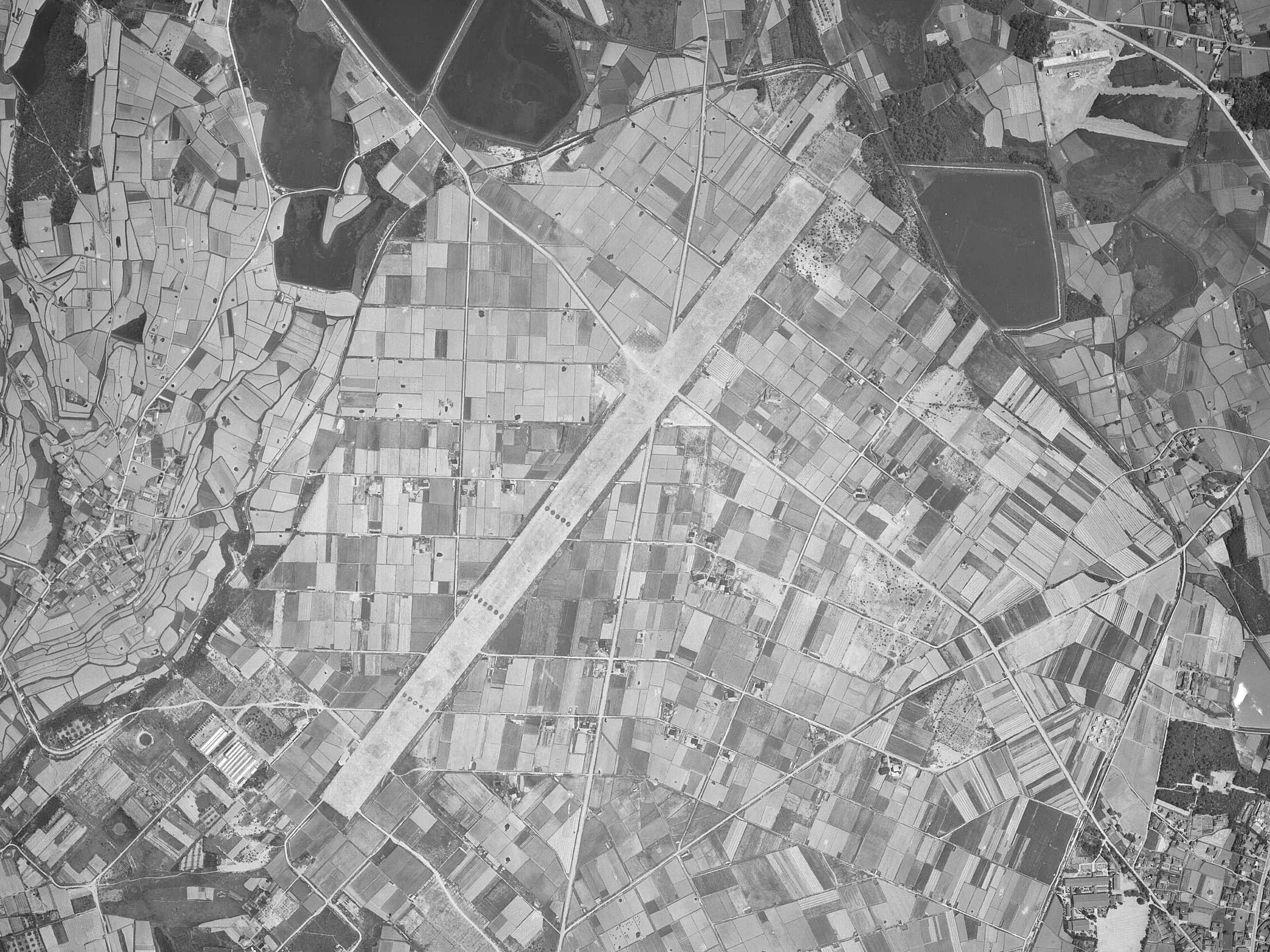
飛行場跡地の空中写真（1961年）

鶉野飛行場（うずらのひこうじょう）は、兵庫県加西市鶉野町（稼働当時は加西郡九会村・下里村）にかつて存在していた飛行場である。かつては防衛省が管理していたが、2016年（平成28年）6月に加西市に払い下げられた。

## 概要
第二次世界大戦中、川西航空機姫路製作所組立工場の専用飛行場として建設されたが、姫路海軍航空隊や筑波海軍航空隊分遣隊が駐留し訓練基地および特別攻撃隊の出撃拠点となった。当時、川西姫路製作所では紫電、紫電改が製造されており、それぞれ486機、44機が組み立てられた。当時、この飛行場で主に運用されていた機体は九三式中間練習機、九七式艦上攻撃機などである。
当時の主な概要は以下のとおりである。
- 総工費 16,687,219円
- 面積 2,531,040平方メートル
- 滑走路 全長1,200m、幅60m 1本
- 誘導路 総延長15,000m、幅30m
- 掩体壕 55箇所
- 格納庫 9,150平方メートル 20Mx120M 2棟
- 兵舎 約8,919平方メートル
- 対空機銃 25mm連装機銃 4箇所、25mm単装機銃 2箇所

他に自家発電施設や地下暗号通信室などの設備もあり、弾薬庫なども含め厚いコンクリートで固められた地下施設とされていた。
海軍飛行場であり、軍需工場である川西航空機姫路製作所組立工場も近傍にあったため数度の米軍の攻撃を受けた。2005年に当時の不発弾が見つかったこともある。

### 事故
1945年（昭和20年）3月31日には試験飛行中にエンジントラブルを起こした紫電改が国鉄北条線（現：北条鉄道）の網引駅と法華口駅の中間の線路沿いに不時着し尾輪でレールを引っ掛けて路線を破損、直後に通りかかった列車が脱線し死者11人、負傷者104人を出す事故が発生した（北条線列車脱線転覆事故）。なお、助かった乗客によるとトラックで駆けつけた兵隊が、真っ先に稲のワラで墜落した紫電改を覆い隠そうとするのを目撃したという。当時、紫電改の関与は「軍の機密」として公表されなかった。

### 特攻隊
1944年10月のフィリピン・レイテ沖海戦から始まった「特攻」は、日本軍の航空機と搭乗員が減少し、練習航空隊も特攻隊に組み入れられることとなり、1945年（昭和20）年2月8日、休日であった鶉野飛行場でも訓練中の姫路海軍航空隊パイロットらが集められ、特攻隊編成が告げられた。操縦技術の優れた者から選抜され、神風特別攻撃隊「白鷺隊」として出撃した63人が命を落とした。
終戦とともに閉鎖。引揚者などを募集し入植地となった。

## 遺構
滑走路跡地はほぼそのまま現存し、後述の払い下げがおこなわれるまでは陸上自衛隊の訓練施設（鶉野訓練場）となっていた。かつてはヘリコプターなどの航空ショーなども行われたことがある。ただし滑走路は全体の2/5位の位置に道路が走ることにより分断され、周辺には工場、送電線、民家などがあり、現状では固定翼機の離着陸は困難である。
2008年公開の映画『火垂るの墓』のロケに滑走路跡が使用された。（主人公の兄弟が出征兵士たちの隊列とすれ違うシーンおよび英霊の帰還のシーン）
滑走路以外の掩体壕、エプロン、戦闘指揮所、防空壕などの遺構も近隣の山林内、民家敷地内、神戸大学農学部の構内などに一部現存している。また格納庫の一棟が姫路市野里に移築され建設会社の資材倉庫となり現存している。
平成になってから、関係者により慰霊施設が滑走路脇に建設された。2014年に防衛省から財務省を通じて加西市へ払い下げられる方針が決まり、2016年6月に払い下げ手続きが完了した。加西市では敷地を3つに分け、飛行場の事跡を伝える「歴史遺産群ゾーン」、災害用の備蓄倉庫などを設置する「防災ゾーン」、ジョギングコースやイベントスペースを設ける「レクリエーションゾーン」として2019年度までの5年間で整備する予定。
戦闘機用の整備台は戦後の1947年4月から加西市立賀茂小学校の朝礼台として使われてきたが、飛行場跡地の鶉野平和祈念の碑そばに移された。
防空壕（1943年3月から建設）については市道建設のため、2022年に解体されることになった。

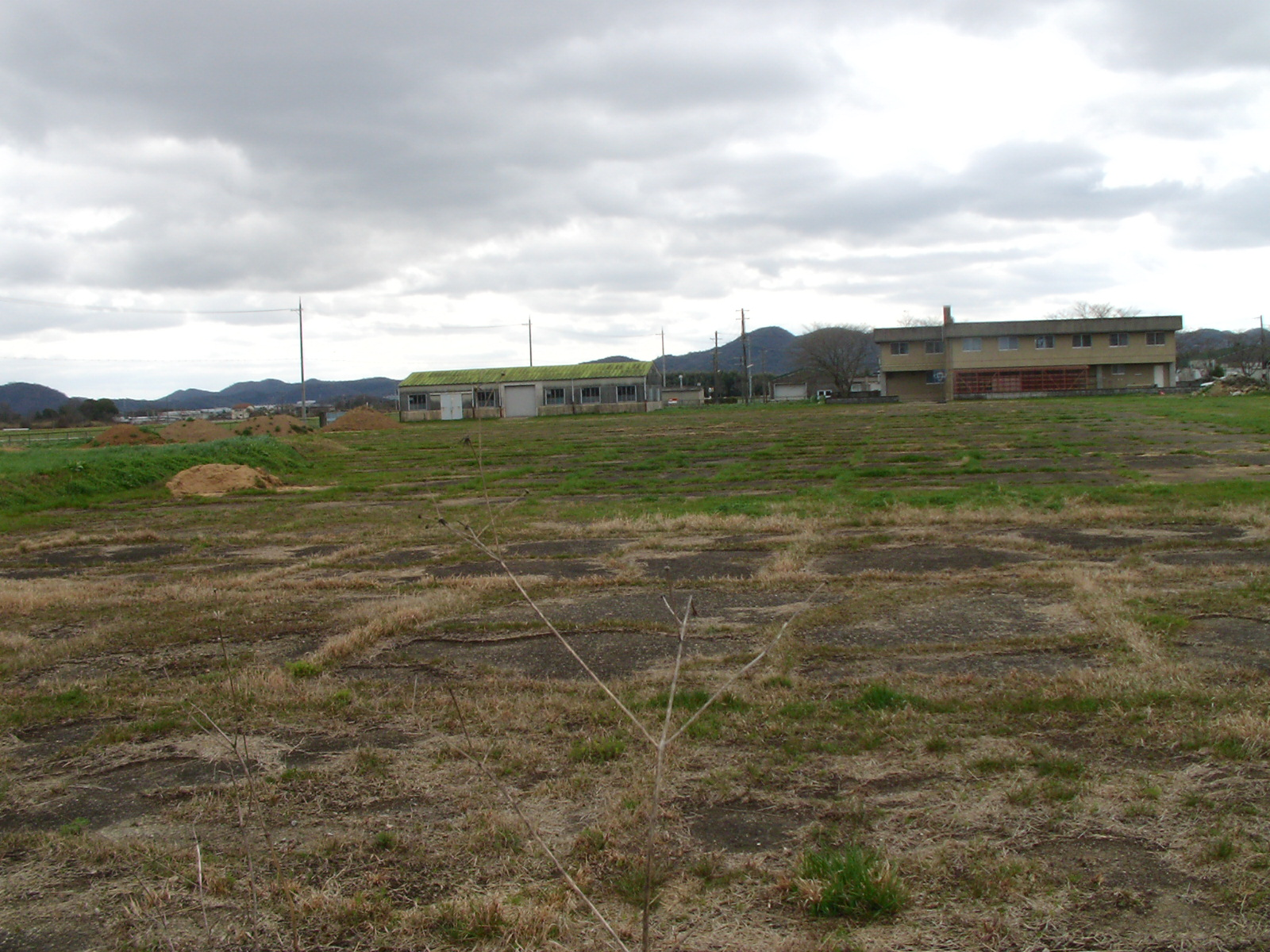
エプロン跡 現在は神戸大学農学部敷地
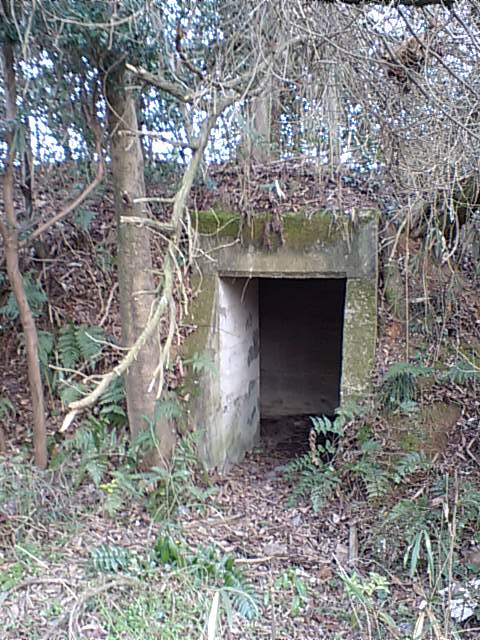
鶉野飛行場近傍に残る防空壕の入り口
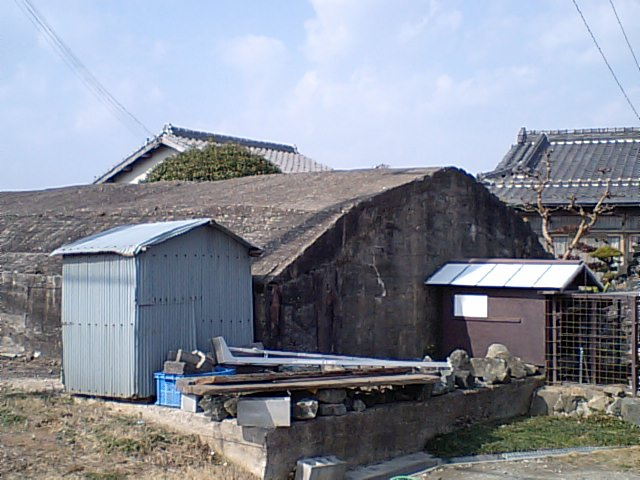
鶉野飛行場近傍に今も残る戦闘指揮所。今は民家の敷地内にある
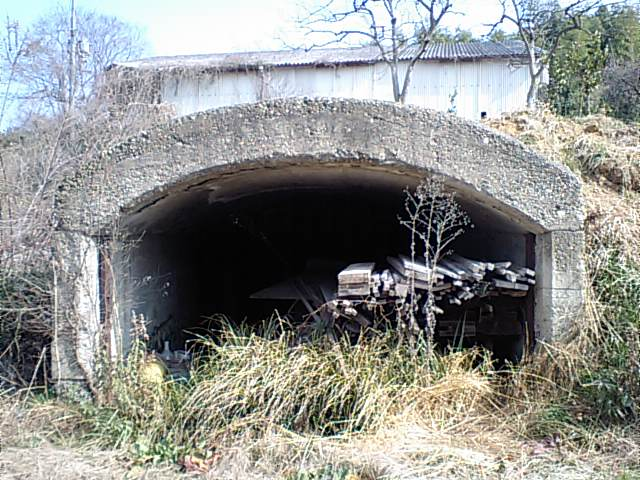
鶉野飛行場跡に残る掩体壕
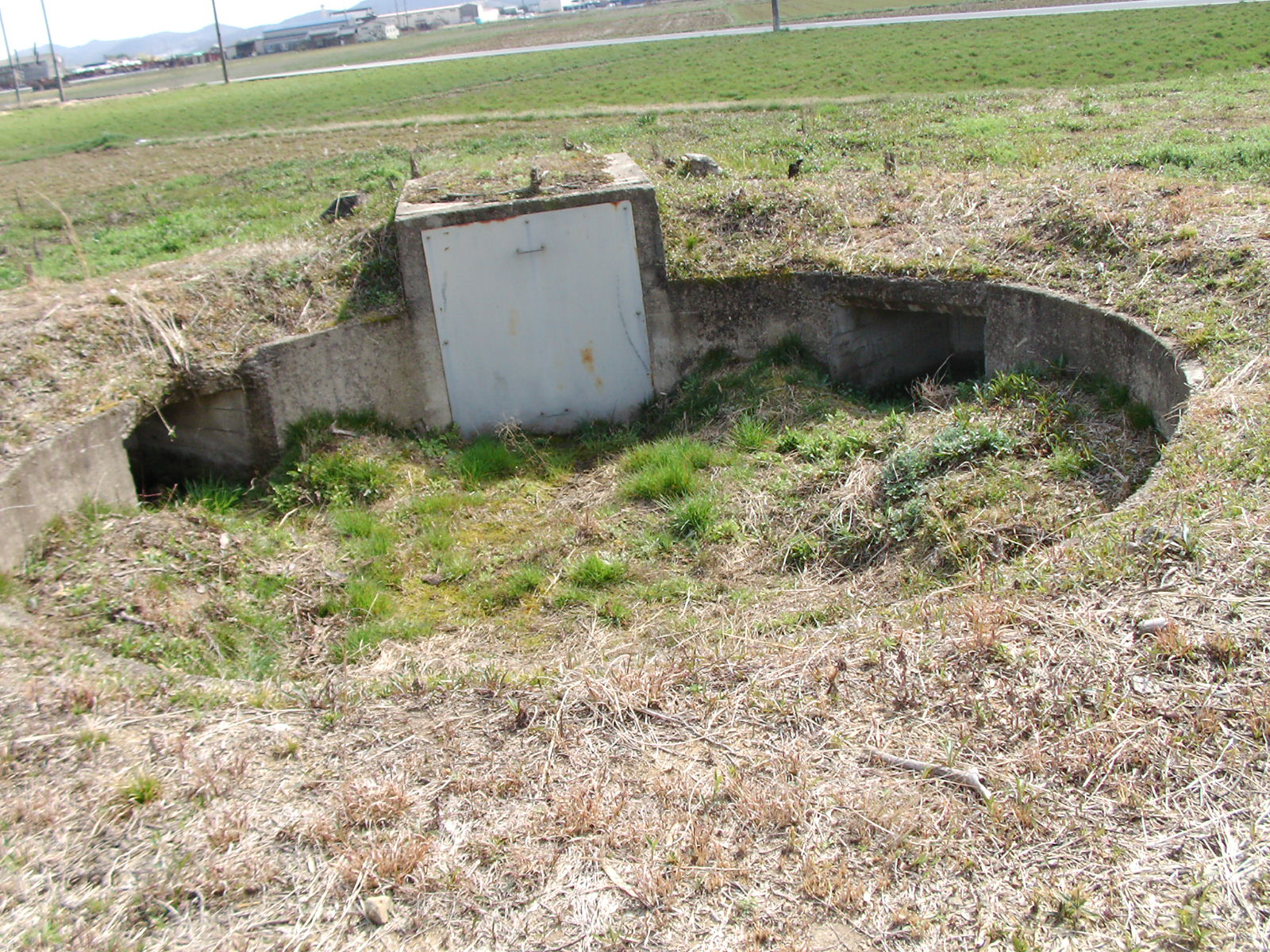
25mm連装機銃の銃座跡。鉄扉は地下弾薬庫への入り口
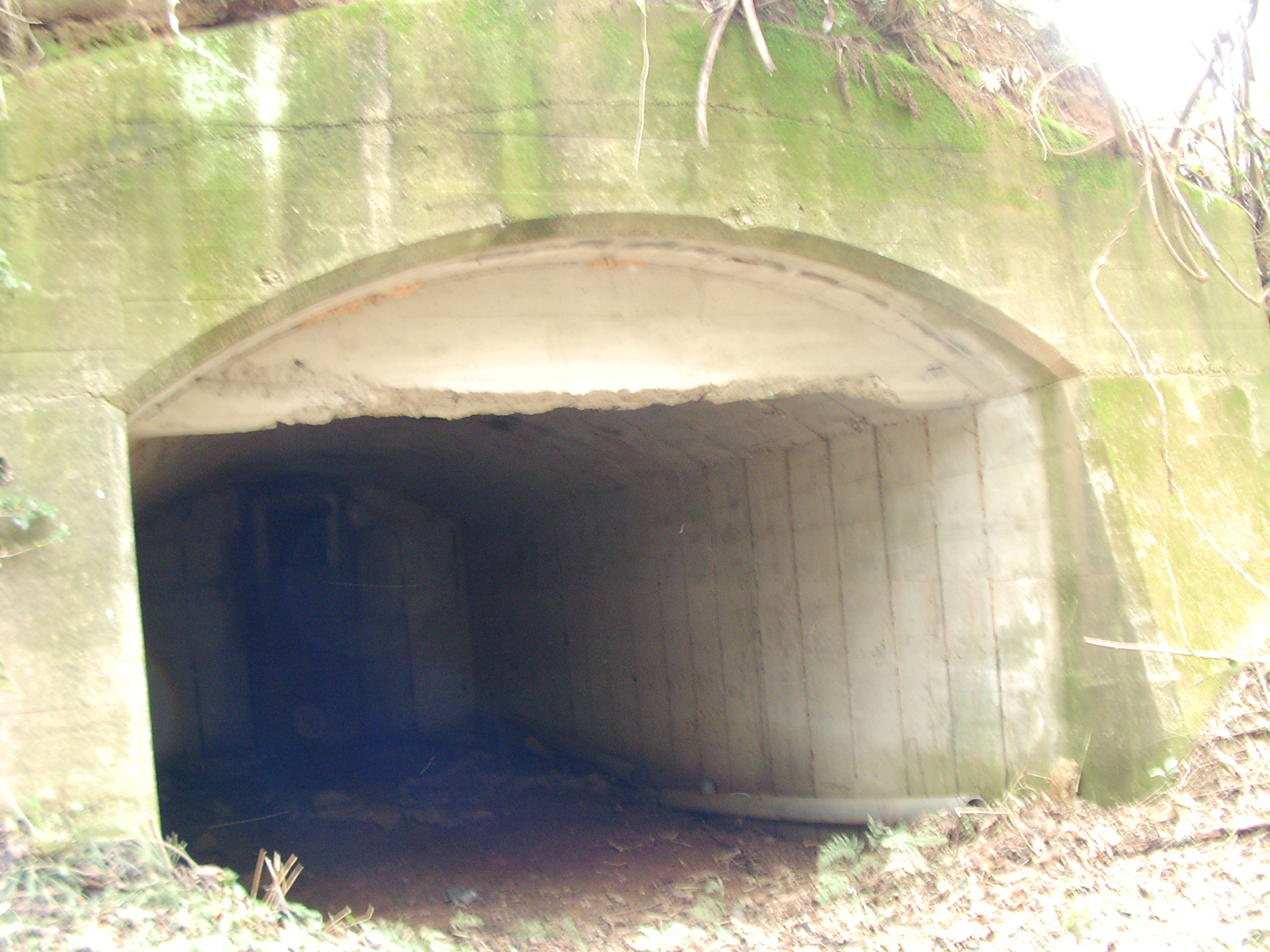
弾薬庫跡 厚いコンクリートで作られまわりには土盛りの掩体が設けられている
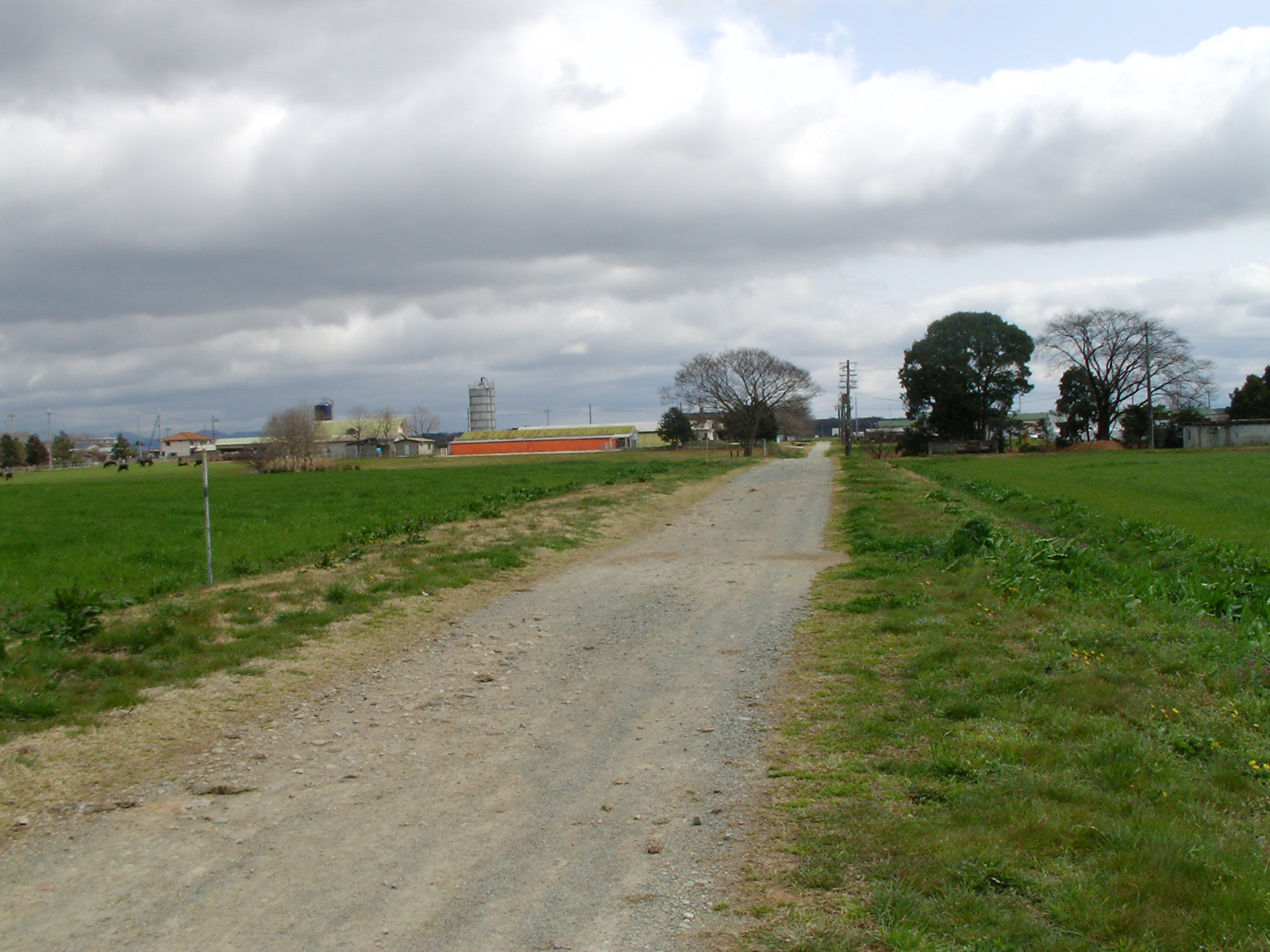
鶉野飛行場構内の通路 映画「火垂るの墓」のロケで利用された
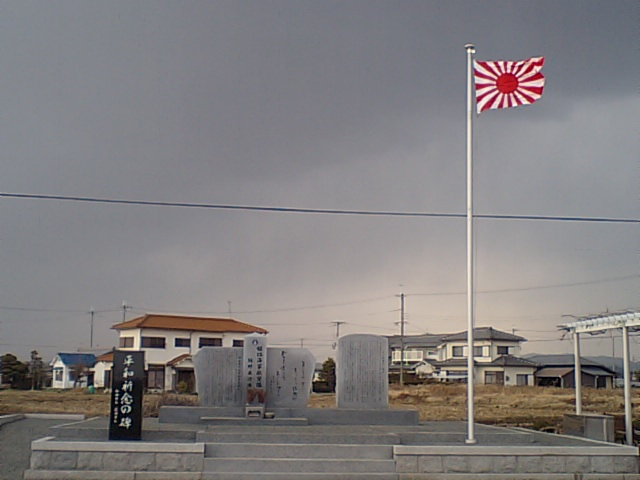
鶉野飛行場内に建立された慰霊碑
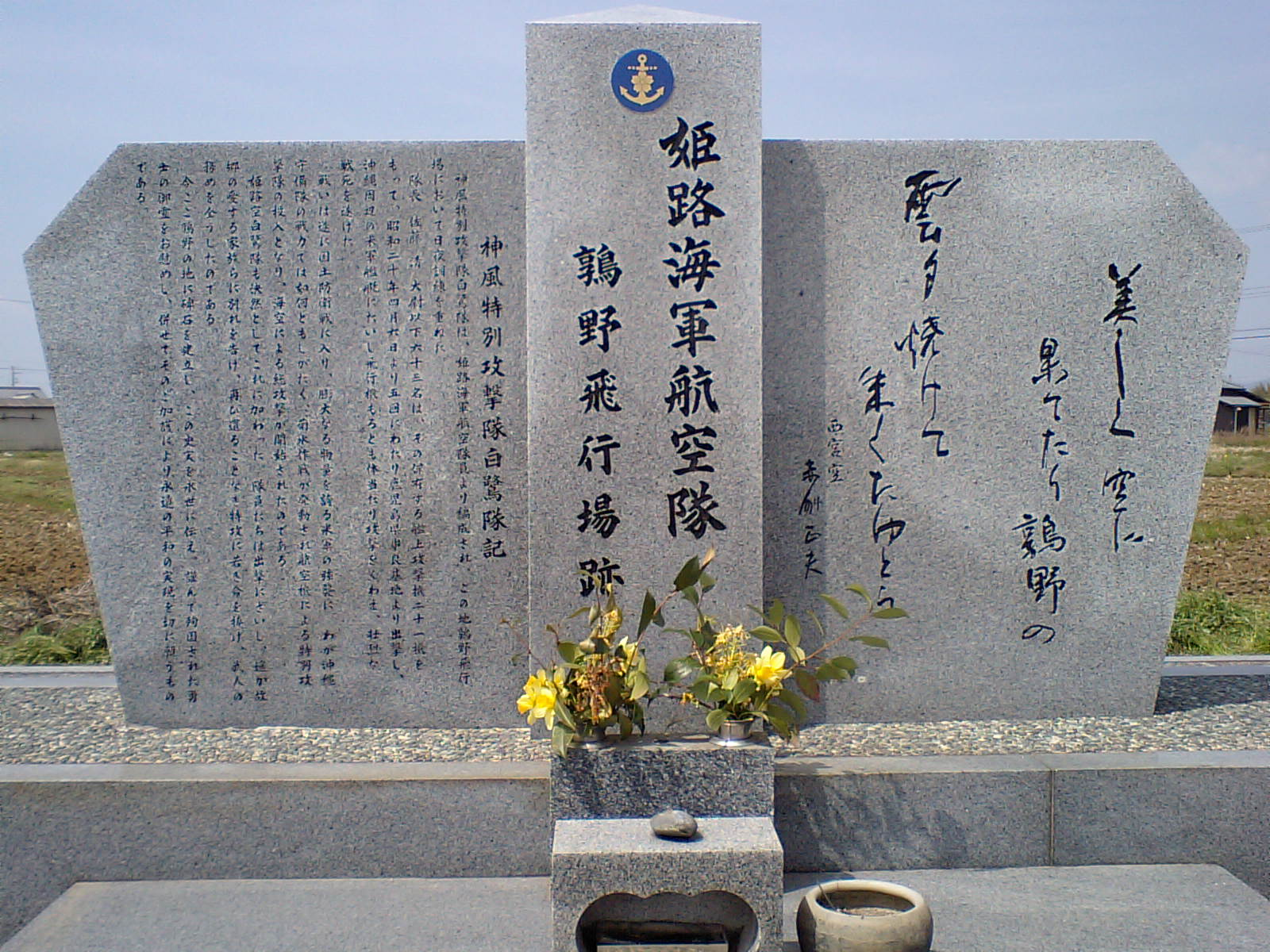
鶉野飛行場の慰霊碑文
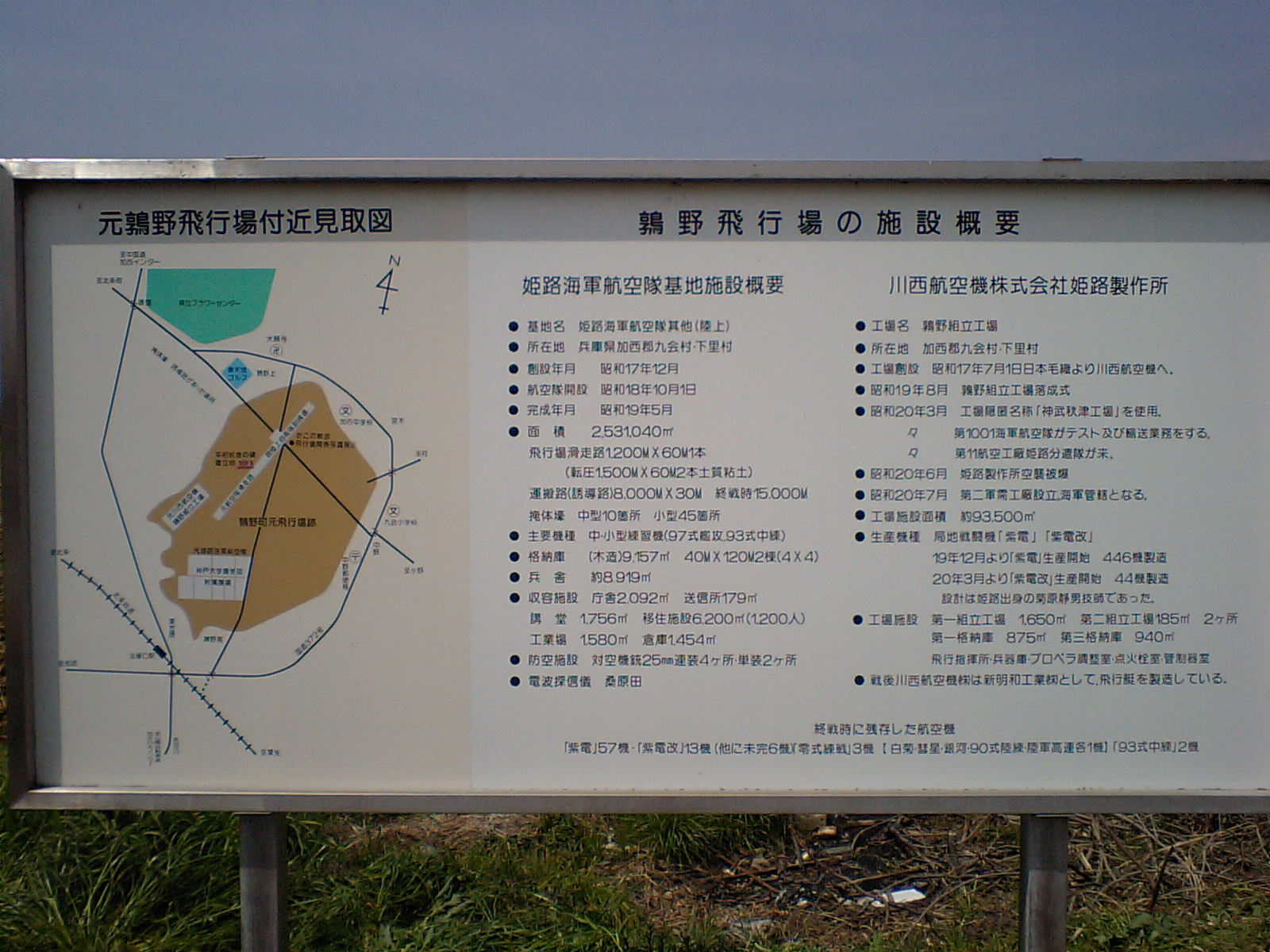
鶉野飛行場 施設説明文

## 資料館

### 鶉野飛行場資料館
2014年（平成26年）末に滑走路北端に地元有志の手で「鶉野飛行場資料館」が開館し、資料パネル、海軍主力機模型、紫電改の部品（操縦席前面防弾ガラス、主脚タイヤ等）等が展示されている。
- 運営：一般社団法人鶉野平和祈念の碑苑保存会・鶉野飛行場資料館
- 入館料：大人300円、中学生以下100円
- 開館日：原則として毎週日曜日開館（10:00 - 15:00）

### soraかさい
2022年4月に地域活性化拠点施設「soraかさい」がオープンした。紫電改と九七式艦上攻撃機を実物大模型で見ることができる日本国内唯一の施設である。
鶉野飛行場跡では2019年6月に、紫電改の実物大模型が敷地内の防災備蓄倉庫で公開された。
その後、2022年春を目途に、地域活性化拠点施設「鶉野ミュージアム（仮称）」の整備が行われることになった。この施設に展示するため、紫電改に続き、九七式艦上攻撃機の実物大模型を加西市が製作することになり、製作委託費は約2,000万円で、2020年に加西市は関連議案を開会中の加西市議会に提出した。
加西市は、九七式艦上攻撃機の実物大模型の見学券をふるさと納税の返礼品に加えた。「soraかさい」での一般公開前にふるさと納税寄付者を招待した。実物大模型の搬入後、設置作業を中断して見学会が開かれた。返礼品の寄付額は1万円で、先着100名。
- 入館料：入館料は無料（多目的室、エントランス広場、キャノピー広場のイベント利用等は有料）
- 休館日：毎月第2・第4月曜日（祝日の場合は翌平日）、年末年始

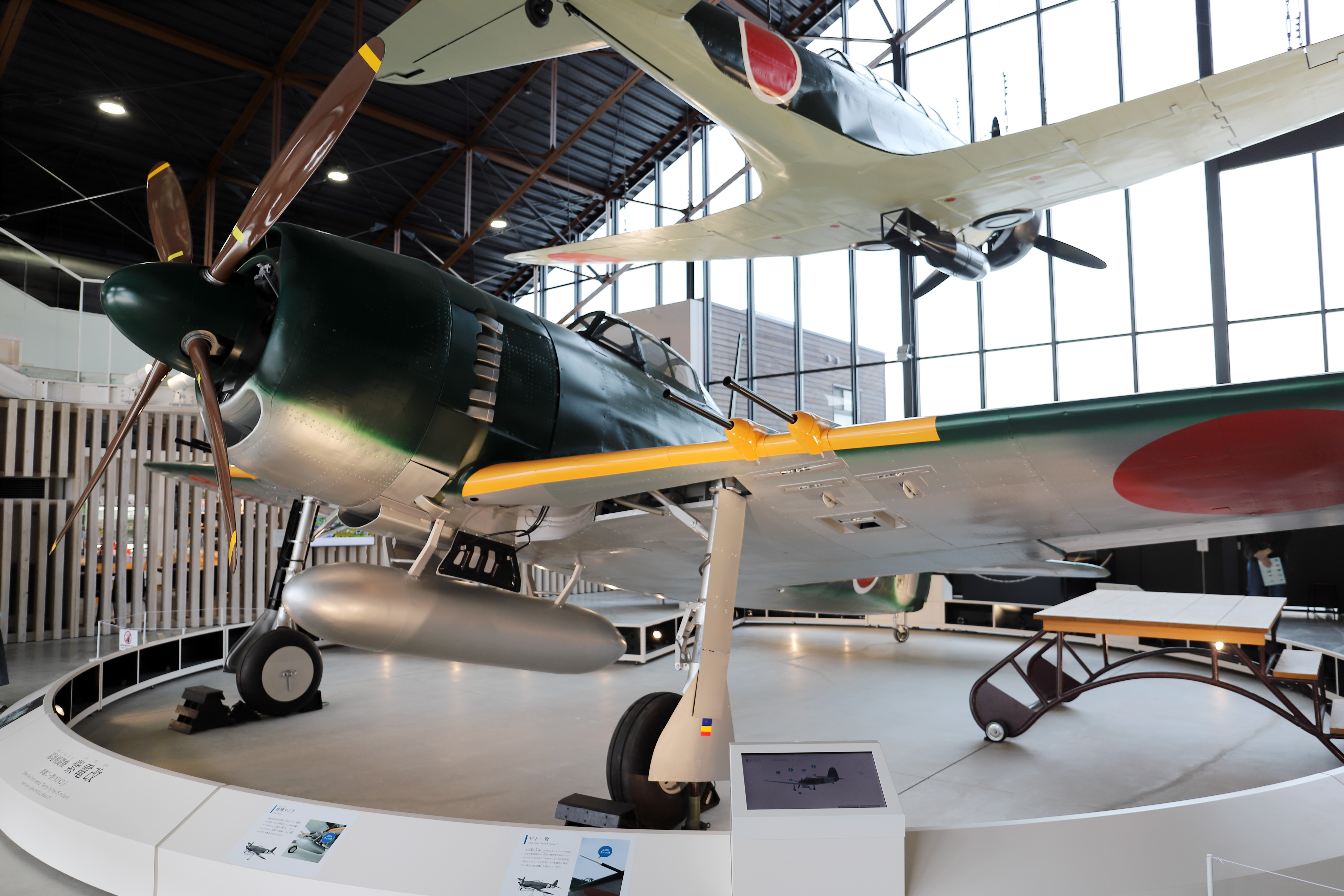
紫電改と九七式艦上攻撃機（実物大模型）
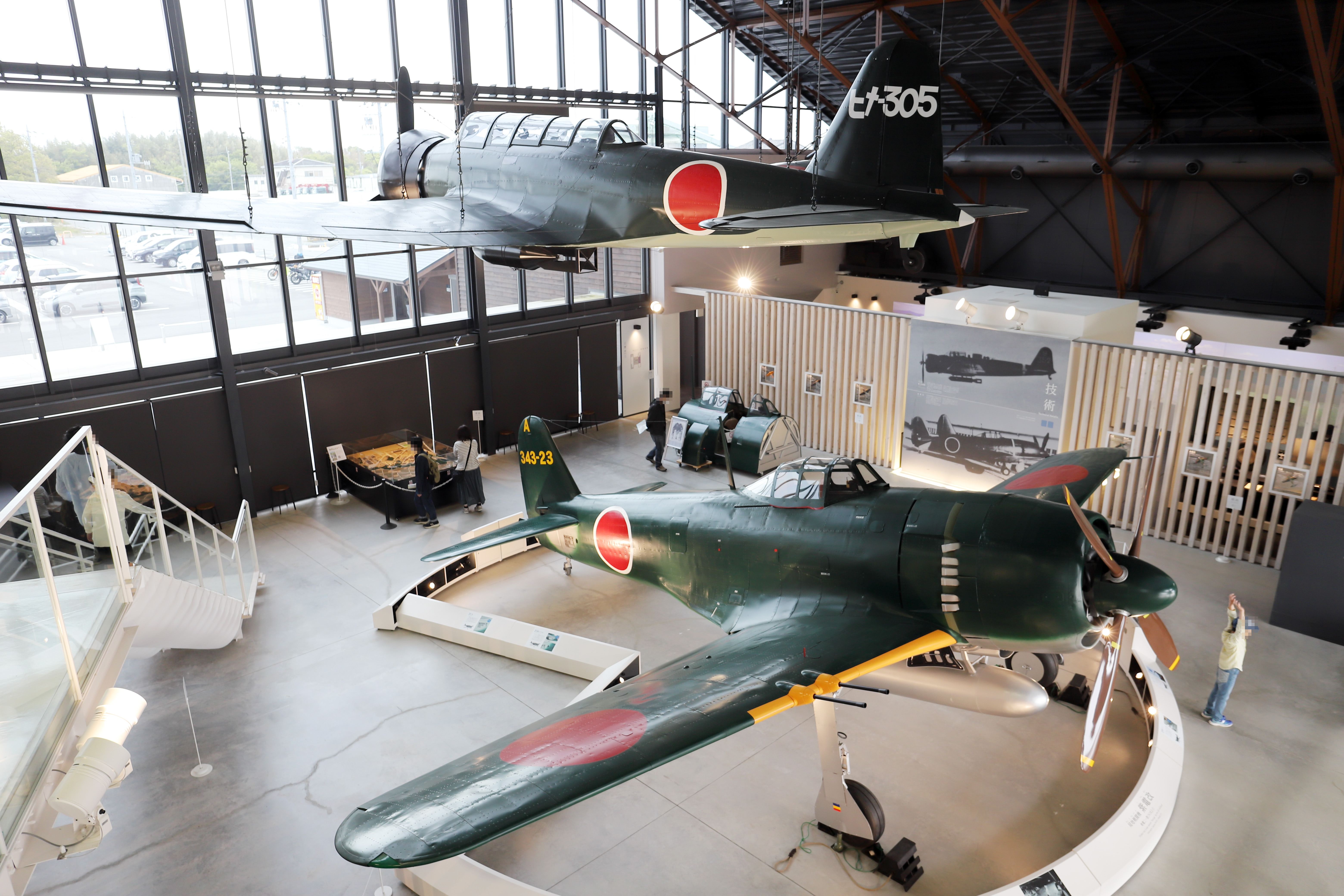
上方より見る紫電改と九七式艦上攻撃機（実物大模型）

## 歴史
- 1942年12月：建設
- 1943年10月1日：航空隊開設
- 1944年5月：完成
- 1945年8月15日：終戦により閉鎖
- 2016年6月：加西市に払い下げ
- 2022年4月18日：「soraかさい」オープン[15]

## 交通

### 鉄道
- JR加古川線粟生駅経由北条鉄道法華口駅

### 道路
- 山陽自動車道加古川北インターチェンジ
- 中国自動車道加西インターチェンジ

## 周辺施設
- 一乗寺（三重塔は国宝、西国三十三所第26番）
- 金鑵城跡（金鑵城遺跡広場）
- 河合城跡
- 河合館跡
- 鍬渓温泉
- 広渡廃寺跡（国の史跡）
- 小堀城跡
- 酒見寺（多宝塔は国の重要文化財、播磨西国三十三箇所第16番・新西国三十三箇所第29番）
- 鈴之宮神社
- 近津神社
- 玉丘史跡公園（玉丘古墳群は国の史跡）
- 古代鏡展示館（兵庫県立考古博物館加西分館・兵庫県立フラワーセンター内）
- 兵庫県立北条高等学校
- 兵庫県立フラワーセンター
- 古法華自然公園
- 堀井城跡（堀井城跡ふれあい公園）
- 丸山総合公園
- 五百羅漢